# سابینا اسپیلرین
سابینا نیکولایونا اسپیلرین (روسی: Сабина Николаевна Шпильрейн ; ۷ نوامبر ۲۵ اکتبر ۱۸۸۵ OS - ۱۱ اوت ۱۹۴۲) یک پزشک روسی و یکی از اولین روانکاوان زن بود.
او بیمار و سپس شاگرد و سپس همکار کارل گوستاو یونگ بود که در طول سالهای ۱۹۰۸–۱۹۱۰ با او رابطه صمیمانه ای داشت، همان‌طور که در مکاتبات آنها از آن زمان و خاطرات او مستند شده‌است.
او به عنوان روان‌پزشک، روانکاو، معلم و متخصص اطفال در سوئیس و روسیه کار کرد
او در یک بازه سی ساله، بیش از ۳۵ مقاله به سه زبان (آلمانی، فرانسوی و روسی) منتشر کرد که شامل روان‌کاوی، روان‌شناسی رشد، روان‌شناسی و روان‌شناسی تربیتی می‌شد.
از جمله آثار او در زمینه روانکاوی، مقاله ای با عنوان «تخریب به عنوان علت به وجود آمدن» است که در سال ۱۹۱۲ به زبان آلمانی نوشته شده‌است.
اسپیلرین از پیشگامان روانکاوی و یکی از اولین کسانی بود که مفهوم غریزه مرگ را معرفی کرد.
او یکی از اولین روانکاوانی بود که مطالعه موردی در مورد اسکیزوفرنی انجام داد و پایان‌نامه ای در یک مجله روانکاوی منتشر کرد. اسپیلرین به‌طور فزاینده ای به عنوان یک متفکر مهم و مبتکر شناخته می‌شود که به دلیل التقاط غیرمعمول، امتناع از پیوستن به جناح‌ها، رویکرد فمینیستی به روان‌شناسی و قتلش در هولوکاست در تاریخ به حاشیه رانده شد.